# Зевнево
Зе́внево — деревня в Орехово-Зуевском муниципальном районе Московской области. Входит в состав сельского поселения Ильинское. Население — 101 человек (2010).

## Расположение
Деревня Зевнево расположена в юго-западной части Орехово-Зуевского района, примерно в 40 км к югу от города Орехово-Зуево. В 0,8 км к востоку от деревни протекает река Гуслица. Высота над уровнем моря 128 м.

## Название
Название связано с некалендарным личным именем Зевень.

## История
В 1926 году деревня входила в Игнатовский сельсовет Ильинской волости Егорьевского уезда Московской губернии, имелась школа 1-й ступени и артель плотников.
До 2006 года Зевнево входило в состав Ильинского сельского округа Орехово-Зуевского района.

## Население
В 1926 году в деревне проживало 641 человек (277 мужчин, 364 женщины), насчитывалось 148 хозяйств, из которых 109 было крестьянских. По переписи 2002 года — 107 человек (48 мужчин, 59 женщин).
| 1926 | 2002 | 2006 | 2010 |
| ---- | ---- | ---- | ---- |
| 641  | ↘107 | ↗110 | ↘101 |